# H65 Höör

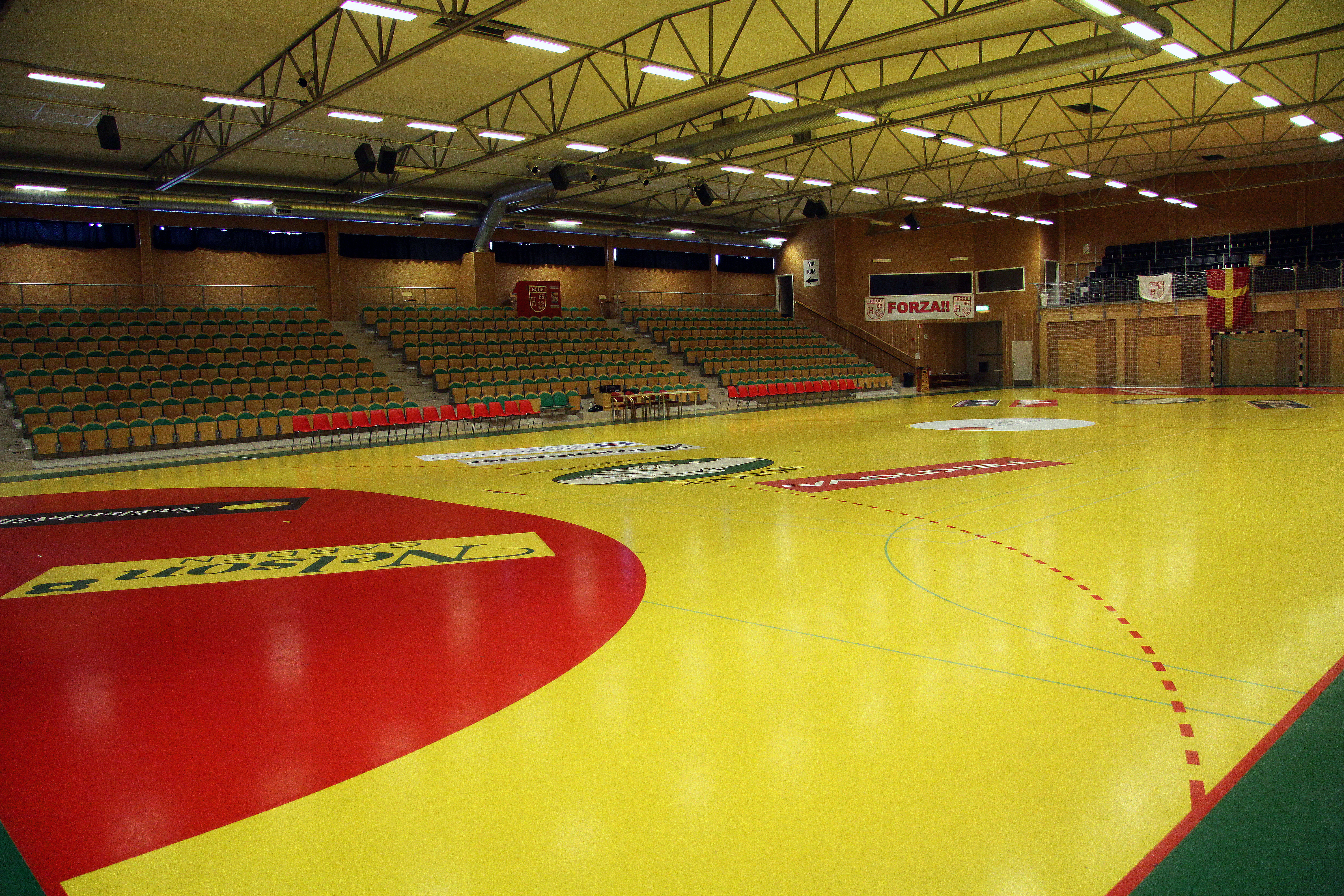
Sporthallen i Höör, klubbens hemmahall.

Höörs Handbollsklubb H 65 (Höörs HK H 65), mer känd som H65 Höör, är en svensk handbollsklubb från Höör i centrala Skåne län, bildad den 14 november 1965. Hemmamatcherna spelas i Sporthallen (tidigare kallad Björkvikshallen) i Höör, som har kapacitet för 700 åskådare på en läktare på ena långsidan av planen.
Klubben har totalt cirka 500 medlemmar, med en bred ungdomsverksamhet. Säsongen 2020/2021 hade klubben 26 aktiva lag, fördelat på 6 herr-/pojklag och 20 dam-/tjejlag.

## Damlagets historia

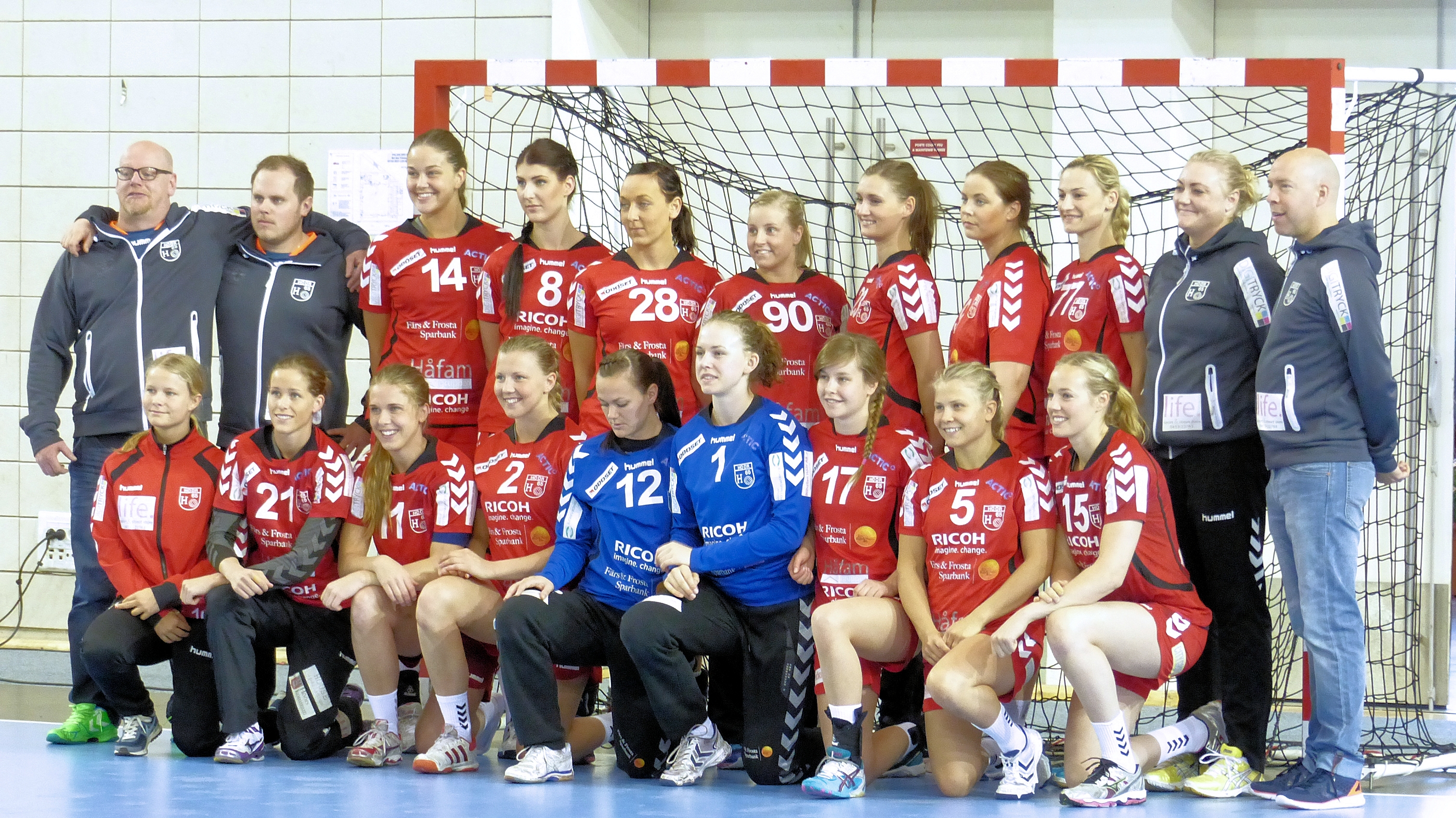
H65 Höörs damlag vid segern av EHF Challenge Cup, 11 maj 2014.

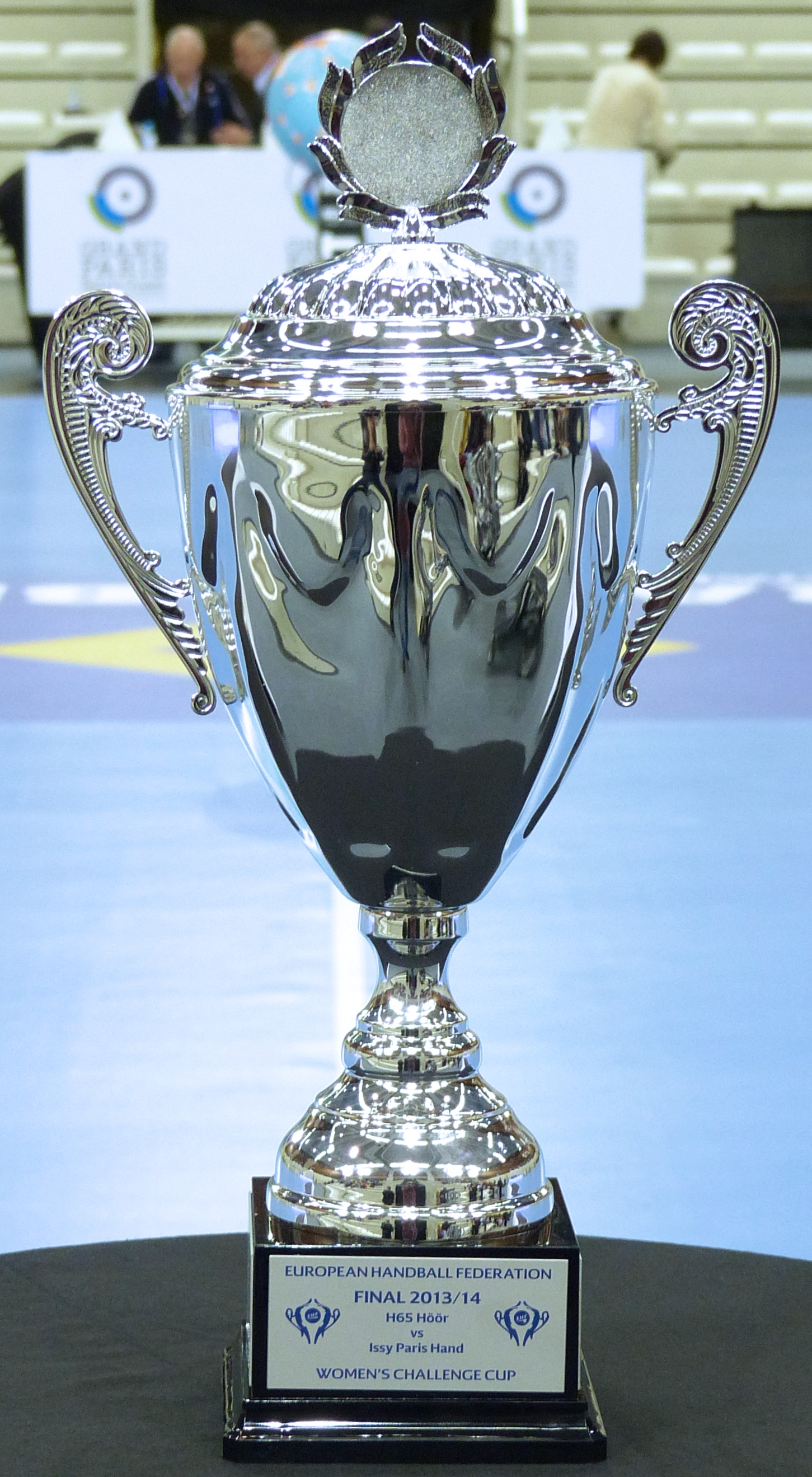
H65 Höörs EHF Challenge Cup-segerpokal, 11 maj 2014.

### Vägen till eliten
2008 spelade damlaget i division 2. 2006 började Jasmina Djapanovic spela i klubben och Jannike Wiberg återvände till sin moderklubb från Eslövs IK. Klubben avancerade till division 1. 2010-2011 bytte man tränare från Birthe Hansson till Niklas Harris. Klubben spelade i nybildade damallsvenskan och kom på andra plats efter Örebro vilket innebar att man blev uppflyttad till elitserien. Klubben fick då flera spelare från Lugi främst Anna Roxå och Jonna Linnell. Båda blev dock korsbandsskadade under säsongen. H65 Höör var ytterst nära att åka ur elitserien men lyckades ta sig till kvalplats och i kvalet vann man lätt. Klubben hade nu fått förstärkning i form av Mia Rej och Anna Munk. Året efteråt säsongen 2012/2013 tog sig damlaget vidare till SM-semifinal efter att ha kommit fyra i serien och kvartsfinalbesegrat Skövde HF. Förlust mot Sävehof med 0-3 i semifinalen, Klubben spelade semifinal i EHF Challenge Cup. Semifinalen nåddes genom att slå Ecercito Figh Futura Roma (Italien), Success/Schonmaak VOC Amsterdam (Nederländerna) och HBC Nîmes (Frankrike). Laget som slår ut H65 i semifinalen är det kroatiska laget ZRK Fantasyland Samobor som vinner efter stor hemmavinst.

### I svenska eliten
Säsongen 2013/2014 kom laget åter fyra i serien och besegrade Skövde i kvarten innan det var dags för ny semifinalförlust mot Sävehof. 2014 vann damlaget slutsegern i EHF Challenge Cup genom att finalslå franska Issy Paris Hand. Säsongen 2014/2015   kom H65 tvåa i elitserien och laget valde Västerås i kvartsfinalen. Det slutade med förlust 1-3 i matcher och klubben första stora bakslag. Året efter 2015/2016  presterade inte klubben på topp och kom sexa i serien. Lugi valde H65 i kvarten och det blev en hård kvartsfinal med Lugiseger med 3-2 i matcher. Niklas Harris som ledde laget under åren 2010 - 2016 slutade efter denna säsong. Han efterträddes av Ola Månsson 2016. Säsongen 2016/2017  kom H65 fyra i serien och fick möta Skövde HF i kvarten. Det har varit önskemotstånd och H65 vann med 3-0 i matcher. I semifinalen väntade Lugi HF som vann första semifinalen klart. I andra matchen uppe i Höör ledde Lugi med 19-10 en bit in i andra halvlek men sen blev Lugi helt sönderkontrade av H65 som vann till slut med 27-25. Tredje matchen i Lund vann H65 med uddamålet 24-23. Fjärde matchen i Höör vann H65 enkelt med 27-19 och var klara för final mot Sävehof. Den 27 maj vann damlaget SM-guld, genom att finalslå IK Sävehof med 27-25. Segern vanns med ett jämnare lag, fler målskyttar, tuffare försvar och kanske främst genom Jessica Rydes målvaktsspel.
Som svenska mästare blev H65 favorit inför säsongen 2017/2018 i SHE. Klubben kvalade till Champions League men i kvalet blev Thüringer HC för svåra och H65 fick då spela i EHF-cupen. Man tog sig till gruppspel via vinst mot Tus Sies Metzingen, men lyckades inte ta sig vidare från gruppen utan Larvik HK och HC Zalău tog hem kvartsfinalplatserna. I slutspelet 2017/2018 vann man med 3-0 mot Västerås Irsta och besegrade sedan Lugi HF med 3-1 i matcher. H65 Höör förlorade sedan SM-finalen med 21-22. Matchen var jämn och avgjordes i de sista sekunderna. H65 Höör startade serien 2018-2019 som favoriter och ledde serien från första matchen och var obesegrade efter 21 matcher. I sista seriematchen återstod att möta Skuu IK som vunnit alla matcher utom en - den första mot H65. Skuru vann seriefinalen och därmed serien då de hade bäst målskillnad. I Europaspelet förlorade H65 i andra kvalomgången till Nykøbing Falster HK i två raka matcher så 2018-2019 blev det inget gruppspel i EHF-cupen.
I Svenska cupen 2022/2023 gick Höör till final, men förlorade dubbelmötet mot IK Sävehof med totalt 66–54.

## Damtruppen
| Nr | Land    | Pos | Namn             |
| -- | ------- | --- | ---------------- |
| 1  | Sverige | MV  | Irma Schött      |
| 12 | Sverige | MV  | Jannike Wiberg   |
| 16 | Sverige | MV  | Gry Bergdahl     |
| 3  | Sverige | M6  | Alma Skretting   |
| 4  | Sverige | H6  | Evelina Källhage |
| 5  | Sverige | V6  | Emma Rask        |
| 6  | Sverige | V6  | Viktoria Larsson |
| 7  | Sverige | H9  | Linnea Pripp     |
| 9  | Sverige | H9  | Malin Sandberg   |

| Nr | Land    | Pos | Namn               |
| -- | ------- | --- | ------------------ |
| 10 | Sverige | V9  | Isabelle Andersson |
| 11 | Sverige | V9  | Amelia Lundbäck    |
| 13 | Sverige | V9  | Tilda Winberg      |
| 14 | Sverige | M9  | Emma Lindqvist     |
| 15 | Sverige | ?   | Tove Alm           |
| 17 | Sverige | ?   | Filippa Nyman      |
| 24 | Sverige | H6  | Ida Gullberg       |
| 25 | Sverige | M6  | Mikaela Fransson   |

## Spelare i urval
- Isabelle Andersson (2019–2023)
- Jasmina Djapanovic (2006–2017)
- Sofia Hvenfelt (2016–2020)
- Emma Lindqvist (2016–2021)
- Jennie Linnéll (2010–2015)
- Mikaela Mässing (2014–2019)
- Anna Olsson (2015–2019)
- Mia Rej (2012–2014)
- Anna Roxå (2011–2014)
- Jessica Ryde (2013–2017)
- Kristin Thorleifsdóttir (2017–2020)
- Cassandra Tollbring (2014–2017)
- Marie Wall (2013–2018)
- Jannike Wiberg (Nordström) (2007–2014, 2015–2019)

## Herrlaget
Herrlaget har aldrig varit ett elitlag i Sverige utan spelat på lägre nivå i seriesystemet. 2017/2018 spelade man i division 1.